# Croagh
Croagh är en ort i republiken Irland.   Den ligger i grevskapet County Limerick och provinsen Munster, i den centrala delen av landet, 200 km sydväst om huvudstaden Dublin. Croagh ligger 27 meter över havet och antalet invånare är 222.
Terrängen runt Croagh är huvudsakligen platt, men åt sydost är den kuperad. Terrängen runt Croagh sluttar norrut. Runt Croagh är det glesbefolkat, med 18 invånare per kvadratkilometer. Närmaste större samhälle är Shannon, 18,9 km norr om Croagh. Trakten runt Croagh består i huvudsak av gräsmarker.